# Franz Jakob Freystädtler
Franz Jakob Freystädtler, auch Freystädter oder Freystadler (* 13. September 1761 in Salzburg; † 1. Dezember 1841 in Wien) war ein österreichischer Komponist und Klavierpädagoge. Er war ein Schüler Wolfgang Amadeus Mozarts.

## Leben

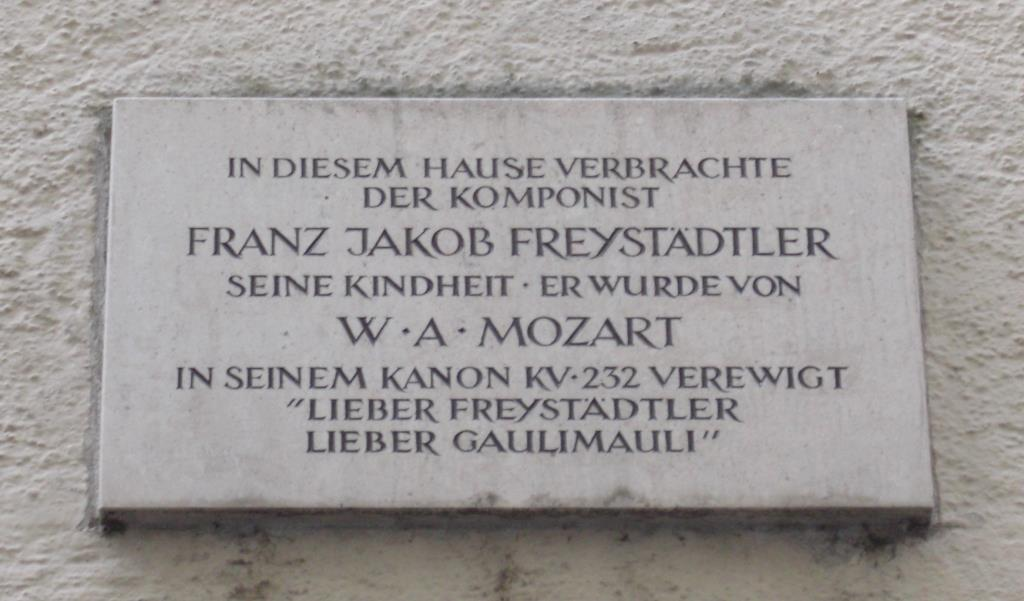
Plakette für Franz Jakob Freystädtler in Salzburg, Goldgasse 14

Franz Jakob Freystädtler war ein Sohn des Johann Jacob Freystädtler (* 22. Oktober 1723 in Beilngries; † 4. Juli 1787 in Salzburg), der Stadtpfarr-Chorregent und „Totensänger“ zu St. Sebastian in Salzburg war. Nach seinem Dienst als Chorknabe im fürstlichen Kapellhaus nahm er Orgelunterricht bei Michael Haydns Schwiegervater Franz Ignaz Lipp und wurde 1777 in die Kapelle von St. Peter aufgenommen, wo er bis September 1782 als Organist tätig war. Danach ging er als Klavierlehrer nach München, wo er wie schon in Salzburg Schulden machte und kurz im Gefängnis saß.
Am 13. Mai 1786 kam er nach Wien, wo er bei Wolfgang Amadeus Mozart Unterricht im strengen Satz nahm. Als er im Herbst 1786 für 14 Tage in Arrest gesetzt wurde, weil ihn ein bayerischer Militär bezichtigt hatte, ein Klavier gestohlen zu haben, kam ihm Mozart zu Hilfe und ermöglichte Freystädtlers Entlassung aus dem Gefängnis mittels einer schriftlichen Haftungserklärung, die er jedoch im April 1787 wieder zurückzog. Freystädtlers Studienbuch (heute im Mozarteum Salzburg) wurde bis 1961 für das Unterrichtsmaterial Mozarts bei Leopold Mozart gehalten, ein auf Freystädtler selbst basierender Irrtum, den erst Wolfgang Plath aus der Welt schaffte. Mozart beschäftigte seinen Schüler als Kopisten. So fertigte Freystädtler eine Abschrift des Klavierkonzerts Nr. 18 in B-Dur KV 456 an und ersetzte sechs Seiten des Autographs des Streichquintetts g-moll KV 516. Im Sommer 1787 wurde er zum Titelhelden von Mozarts Entwurf einer Posse Der Salzburgerlump in Wien (KV 509b), zu der auch der Kanon Lieber Freystädtler, lieber Gaulimauli (KV 509a) gehört. Freystädtler war noch 1834 als Klavierlehrer tätig und übersiedelte im April 1837 in ein Wiener Versorgungshaus, wo er 1841 in völliger Armut starb. Seine 1830 zur Publikation angekündigte Fortepianoschule ist nie erschienen.

## Werke
Freystädtlers Kompositionen umfassen Sonaten und Variationszyklen (eine Variation für Anton Diabellis „Vaterländischen Künstlerverein“ 1820), programmatische Klavierfantasien von amüsanter Banalität, zwei leichte Klavierkonzerte (a quattro), Lieder in populärem, einfachen Ton und zwei Kantaten.
1792 arrangierte er die letzten drei Streichquartette Mozarts für Klaviertrio (mit Viola). Ein ihm von Otto Erich Deutsch und Cecil B. Oldman 1931 zugeschriebenes Arrangement des Klavierquintetts Es-Dur KV 452 für Klavierquartett aus dem Jahr 1786 muss als Mystifikation betrachtet werden.
Leopold Nowaks Theorie, Freystädtler sei an der Vervollständigung der Orchesterstimmen im Kyrie von Mozarts Requiem KV 626 beteiligt gewesen, kann nach umfangreichen Untersuchungen der handschriftlichen Quellen nicht aufrechterhalten werden.